# Odriïstische Nationale Unie
Odriïstische Nationale Unie (Unión Nacional Odriísta, UNO), was een politieke partij in Peru. De partij werd in 1961 opgericht door generaal Manuel Arturo Odría. 

## Geschiedenis

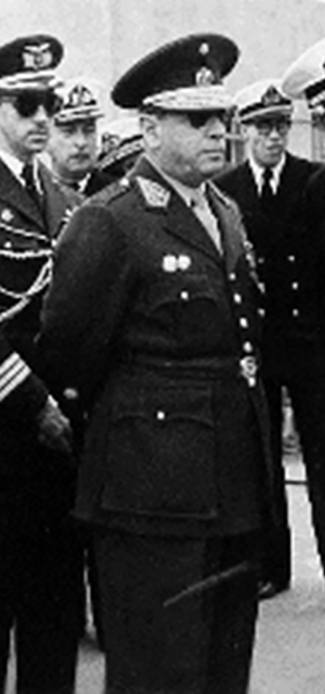
Generaal Manuel Arturo Odría

De partij kende haar oorsprong sinds 1948 als Restauratiepartij tijdens het militaire regime van Odría, dat in 1956 ten einde was gekomen toen hij het land verliet. Nadat Odría was afgetreden, was zijn populariteit gestegen, voor een groot deel vanwege de publieke werken die zijn regering in gang had gezet. Door zijn hoge uitgaven was de overheidsschuld echter ook hoog opgelopen en was het de taak aan de regering van Manuel Prado y Ugarteche (1956-1962) hier het hoofd aan te bieden. Bijkomend was dat het einde van de Koreaanse Oorlog had gezorgd voor een afname in de vraag naar grondstoffen. Het beeld dat bleef hangen was dat het beleid van Odría had gezorgd voor welvaart, in tegenstelling tot dat van Prado.
Een leidend figuur achter Odría was Julio de la Piedra. Hij was partijvoorzitter, maar ook de partijleider in de Kamer van Afgevaardigden (Cámara de Diputados).

### Verdwijning en beperkte terugkeer
De staatsgreep in 1968 bracht Juan Velasco Alvarado aan de macht, waarmee de UNO uit beeld verdween. Julio de la Piedra verliet de partij en richtte hetzelfde jaar de Sociaal Democratische Nationalistische Partij (Partido Social Demócrata Nacionalista) op.
De UNO werd voor het eerst weer nieuw leven ingeblazen tijdens de burgemeestersverkiezingen van Lima van 1989, toen zij de Italiaanse zakenman Angelo Rovegno naar voren schoof. Rovegno verloor echter van televisieondernemer Ricardo Belmont Cassinelli. Dora Narrea de Castillo deed tijdens de verkiezingen van 1990 als eerste Peruviaanse vrouwelijke kandidate mee met de verkiezingen tot president van Peru. Odría was echter al lang overleden en de partij was in de vergetelheid geraakt, waardoor zij slechts 0,3% van de stemmen behaalde; deze verkiezingen werden gewonnen door Alberto Fujimori.